# Cividade de Terroso

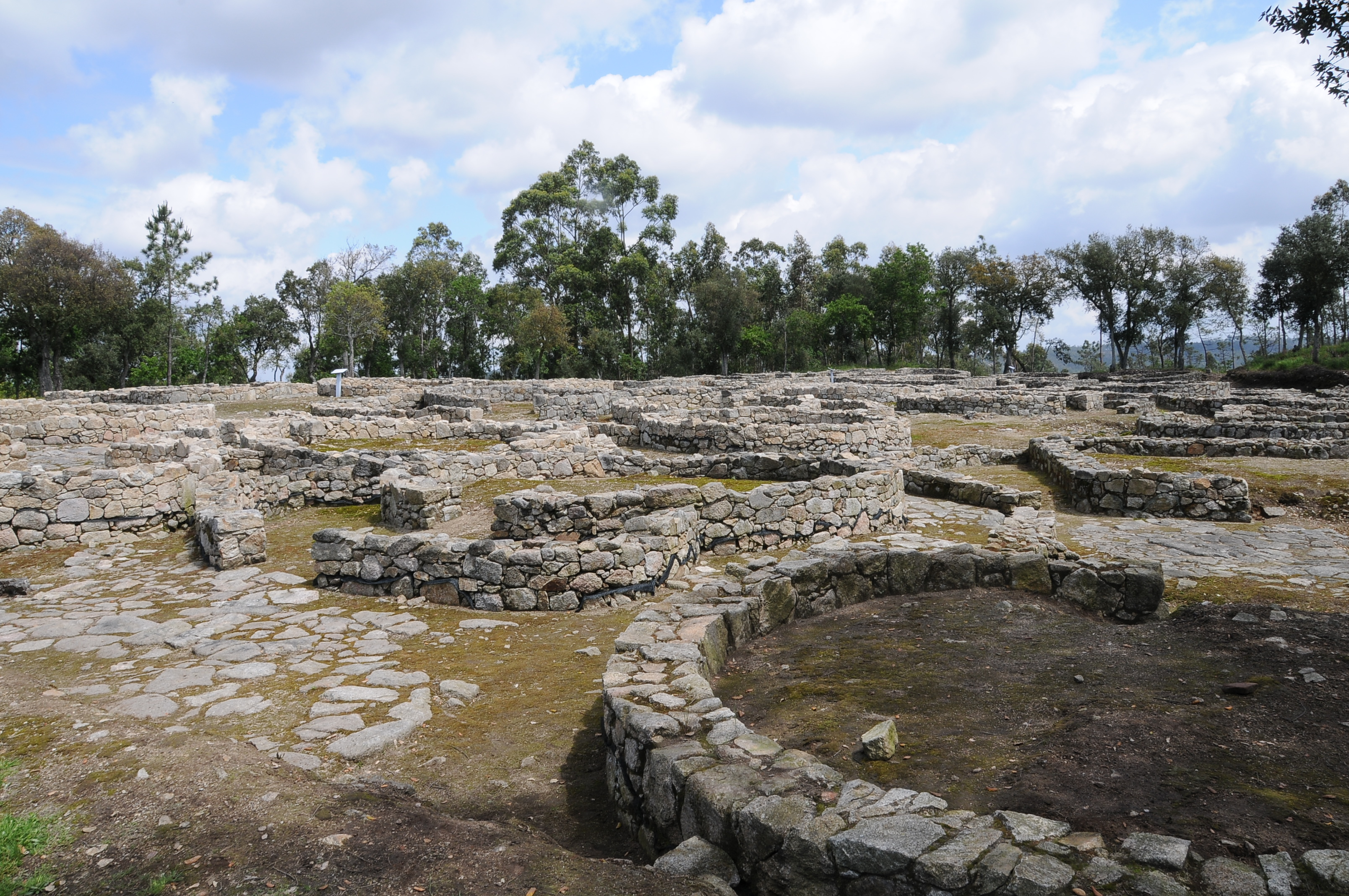
Ruínas da Cividade de Terroso no seu aspecto actual. A sua queda foi romanceada no livro «Uma Deusa na Bruma», de João Aguiar

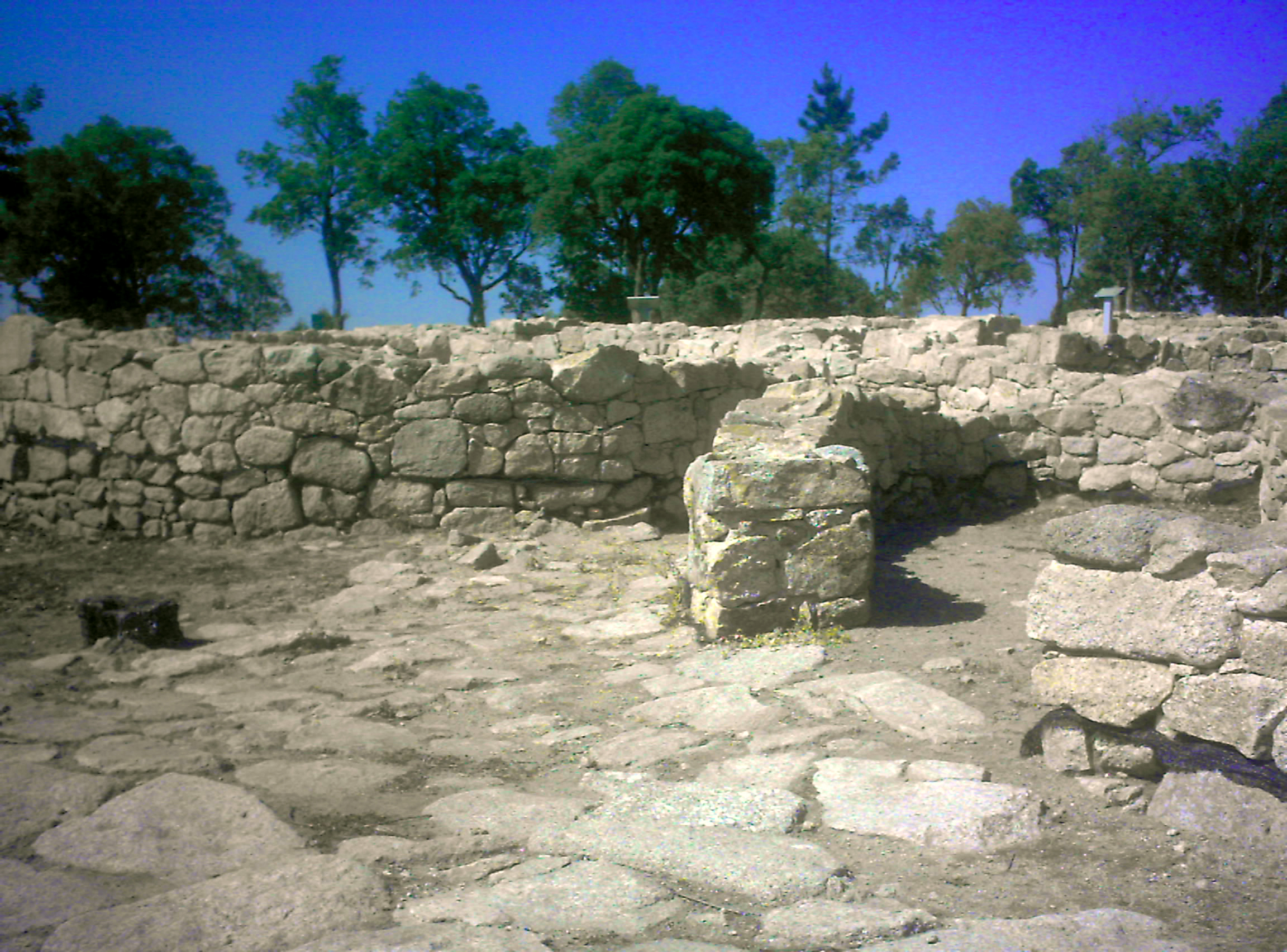
Lajeado e ruínas da Cividade

A Cividade de Terroso é um povoado proto-histórico com ocupação romana localizado em Terroso, na atual freguesia de Aver-o-Mar, Amorim e Terroso, no Município de Póvoa de Varzim, em Portugal.
A Cividade foi um importante povoado da cultura castreja do noroeste da Península Ibérica, conhecida na Idade Média como Montis Teroso, foi erigida no topo do monte da Cividade, na freguesia de Terroso, na Póvoa de Varzim, a menos de 5 km da costa, no limite nascente da cidade contemporânea.
Situada no coração da região castreja, a Cividade prosperou devido a estar fortemente amuralhada e pela sua localização próxima ao mar que possibilitava o comércio com as civilizações do mar Mediterrâneo. Este comércio atraiu os olhares dos Romanos; a cividade e a cultura castreja pereceram no final da Guerra Lusitana ganha por Roma através do assassinato à traição de Viriato, líder lusitano que chefiava os interesses indígenas.
Está classificada como Imóvel de Interesse Público desde 1961.

## História
O povoamento da Cividade de Terroso terá sido feito no decurso da Idade do Bronze, entre os anos 900 e 800 a.C., como consequência da deslocação das populações residentes na planície fértil de Beiriz e na Várzea da Póvoa de Varzim. Isto é suportado pela descoberta de fossas ovoides, escavadas em 1981 por Armando Coelho, tendo sido recolhidos fragmentos de quatro vasos do período anterior ao início do povoamento da cividade. Assim, faz parte dos castros mais antigos, tal como os castros de Santa Luzia ou de Roriz.
O castro manteve relações comerciais com as civilizações do mediterrâneo, principalmente durante o domínio cartaginês do sudeste da Península Ibérica.
Durante as guerras púnicas, os Romanos tomaram conhecimento da riqueza da região castreja em ouro e estanho. Viriato, que liderava as hostes lusitanas, impedia o crescimento do Império Romano para o Norte do rio Douro. No entanto, o seu assassinato em 138 a.C. abriu caminho para as legiões romanas.
Décimo Júnio Bruto Galaico liderou uma campanha para o domínio da região castreja, acabando por destruir a Cividade por completo, logo após a morte de Viriato. Os feitos do comandante romano ecoaram em Roma, onde passou a ser conhecido pelo cognome Galaico - de Galécia, por ter sido o primeiro a vencer os Calaicos (Kallaikoi).

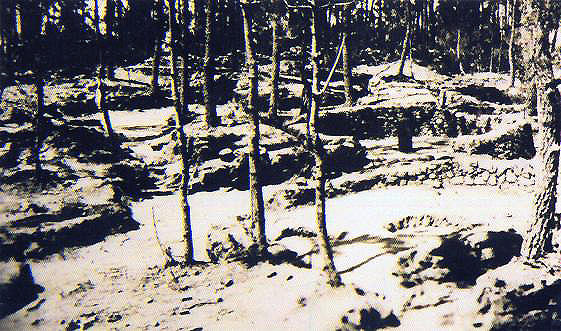
Cividade de Terroso na altura das primeiras escavações arqueológicas em 1906

Algum tempo mais tarde, a Cividade foi reerguida e fortemente romanizada, dando assim início à última fase urbana do castro. A região é incorporada no Império Romano e totalmente pacificada durante o domínio de César Augusto. Na planície litoral, é criada uma vila, propriedade de uma família romana, a que se terá juntado o povo castrejo que regressaram à vida na planície - assim terá surgido Vila de Euracino. A actividade piscatória desenvolveu-se com a cetária, um complexo fabril romano de salga e transformação de pescado. Assim, partir do século I e durante o período imperial dá-se o progressivo abandono da Cividade.
Nas "Memórias Paroquiais de 1758", o Reitor Antonio Fernandes da Loba conjuntamente com outros clérigos da freguesia de Terroso, regista: estâ êsta freguezia toda a roda cercada de campos lavradios, e sô por hua parte coazi no meyo della tem hum Monte mais levantado, que sera tanto, como a tersa parte dos campos lavradios da tida freguezia e dizem os Antigos fora este Monte Cidade de Mouros, porque se chama este Monte da Cividade.
O Tenente Veiga Leal na Noticia da Póvoa de Varzim feita a 24 de Mayo de 1758 escreve: O Monte chamado Cividade, em que se vem vestígios bastantes de casas, que dizem formarvam alli uma cidade, que para esta vila vieram carros de tijolos das ruinas d'aquellas."

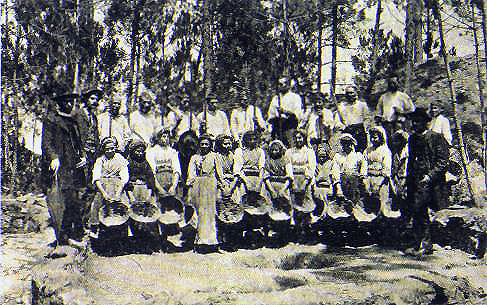
Grupo de trabalhadores que fizeram as escavações em 1906 na Cividade

A cividade foi posteriormente citada por outros autores de forma leve. No início do século XX, Rocha Peixoto incentiva o seu amigo António dos Santos Graça a subsidiar trabalhos de arqueologia na Cividade. Os trabalhos iniciam-se a 5 de junho de 1906 com 25 trabalhadores braçais e prosseguiram até Outubro do mesmo ano, interrompidos por mau tempo e recomeçadas em Maio de 1907, terminando nesse mesmo ano. Os materiais obtidos seguiram para museus na cidade do Porto.
Depois da morte de Rocha Peixoto, em 1909, algumas pedras da Cividade foram usadas para pavimentar algumas ruas da Póvoa de Varzim, nomeadamente Rua Santos Minho e Rua das Hortas. Estes atentados arqueológicos continuaram mesmo depois da classificação da Cividade como Imóvel de Interesse Público em 1961.
Em 1980, a Câmara Municipal da Póvoa de Varzim convidou Armando Coelho para a realização de trabalhos arqueológicos que se desencadearam no Verão desse ano. Mais tarde, o município adquire os terrenos da acrópole e constrói o pólo arqueológico da Cividade de Terroso na sua entrada. Actualmente o arqueólogo é José Flores, que recentemente escreveu o livro Subtus Montis Terroso - Património Arqueológico no Concelho da Póvoa de Varzim Câmara Municipal da Póvoa de Varzim.
Em 2005, grupos de arqueólogos portugueses e espanhóis (galegos) começaram a estudar a hipótese desta cividade e outras seis serem classificadas como Património da Humanidade da UNESCO. A visita de inspectores da UNESCO está prevista para 2007.

## Sistema defensivo

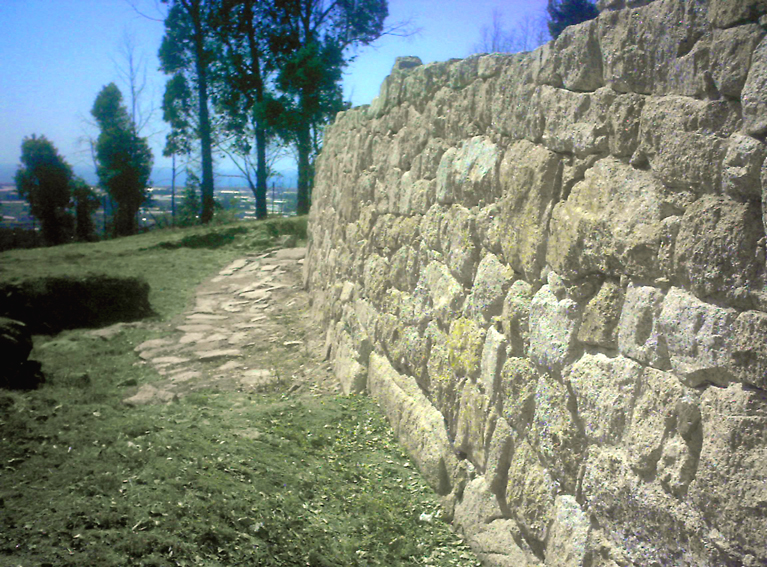
Ruínas de uma das muralhas da Cividade de Terroso

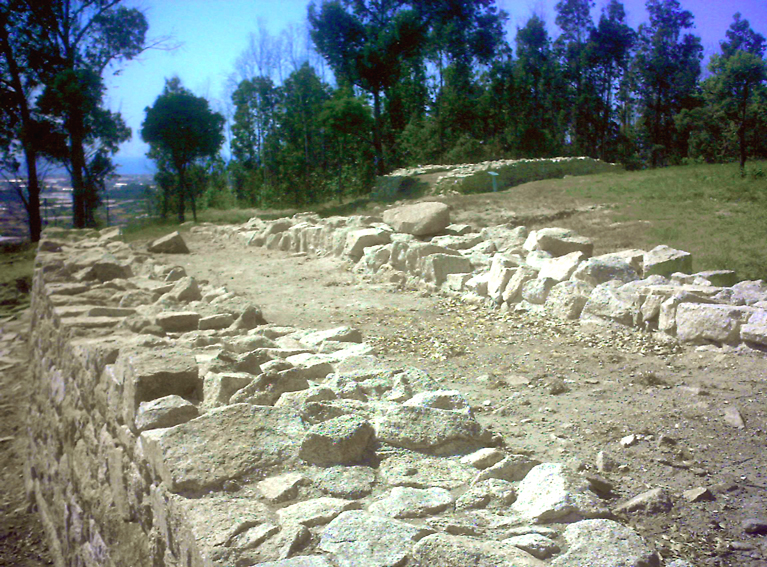
Reforço da muralha a sudoeste

A característica mais típica dos castros é a sua fortificação. Os habitantes terão escolhido passar a viver no monte como meio de protecção contra os saques e pilhagens levados a cabo por tribos rivais. A cividade foi erigida a 152 metros de altitude, o que permite uma excelente posição de vigilância de toda a região. Um dos lados, a norte, estava bloqueado pelo monte de São Félix, onde terá surgido um castro, o Castro de Laundos, que terá servido de posto avançado.
As movimentações de Túrdulos e Célticos provenientes do Sul da Península Ibérica em direcção a Norte são referidas por Estrabão e terão motivado a melhoria dos sistemas defensivos dos castros por volta de 500 a.C.
A Cividade de Terroso é um dos castros mais fortemente fortificados, dado que a acrópole estava circundada por três cinturas de muralhas. Estas muralhas terão sido construídas em momentos diferentes, devido ao crescimento do próprio povoado.
As muralhas eram compostas de grandes blocos sem argamassa e estavam adaptadas às características dadas pelo relevo do monte. As faces de acesso mais fácil (Sul, Este e Oeste) possuíam muralhas altas, largas e resistentes; enquanto as que se encontravam em terreno com declives abruptos eram menos cuidadas, limitando-se a reforçar as particularidades locais.
Isso pode ser facilmente visível com as estruturas descobertas a Este que apresentam um forte sistema defensivo que atinge 5,30 metros de espessura. Enquanto que a Nordeste, a muralha foi construída aproveitando o granito natural que foi apenas coroado por um muro de pedras.
A entrada, que interrompia a muralha, apresenta um lajeado de cerca de 1,70 metros de largura. O perímetro defensivo parece ter sido complementado por uma vala de cerca de 1 metro de profundidade e outro de largura no sopé do monte, conforme foi detectado aquando da construção de uma casa a norte do monte.

## Estrutura urbana

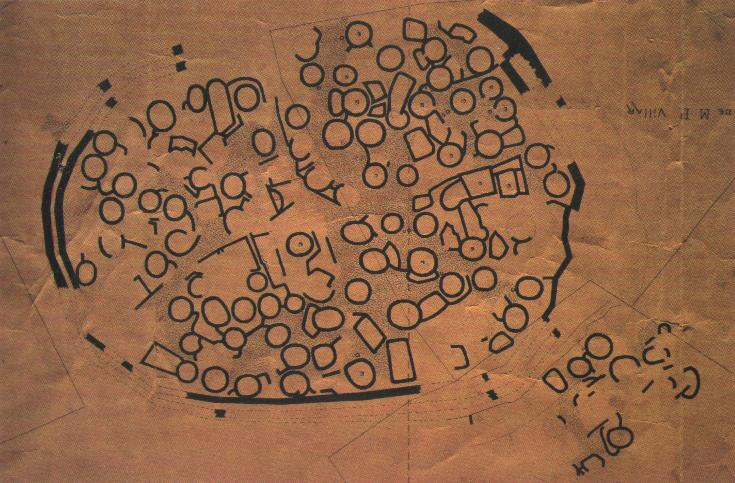
Planta da Cividade no decurso das escavações de 1906, feita pelo arquitecto Arthur Cruz da Câmara Municipal da Póvoa de Varzim

No interior dos três anéis de muralhas, na acrópole existem ainda ruínas de grande diversidade, de destacar os recintos funerários, que são extremamente raros no mundo castrejo. Nas escavações realizadas no início do século XX, a Cividade parecia ter uma estrutura anárquica, mas dados mais recentes distanciam-se cada vez mais desta ideia, dado que estas denotam uma organização espacial com características próprias cuja organização advém de níveis de ocupação mais antigos ignorados nas primeiras escavações.
Cada um dos quadrantes da Cividade está dividido em núcleos em torno de um pátio familiar quase sempre lajeado e divididos por duas ruas principais que se intercruzam. Algumas casas possuíam um átrio. No seu apogeu, a cividade teria perto de 12 hectares e habitavam nela várias centenas de pessoas.

### Fases

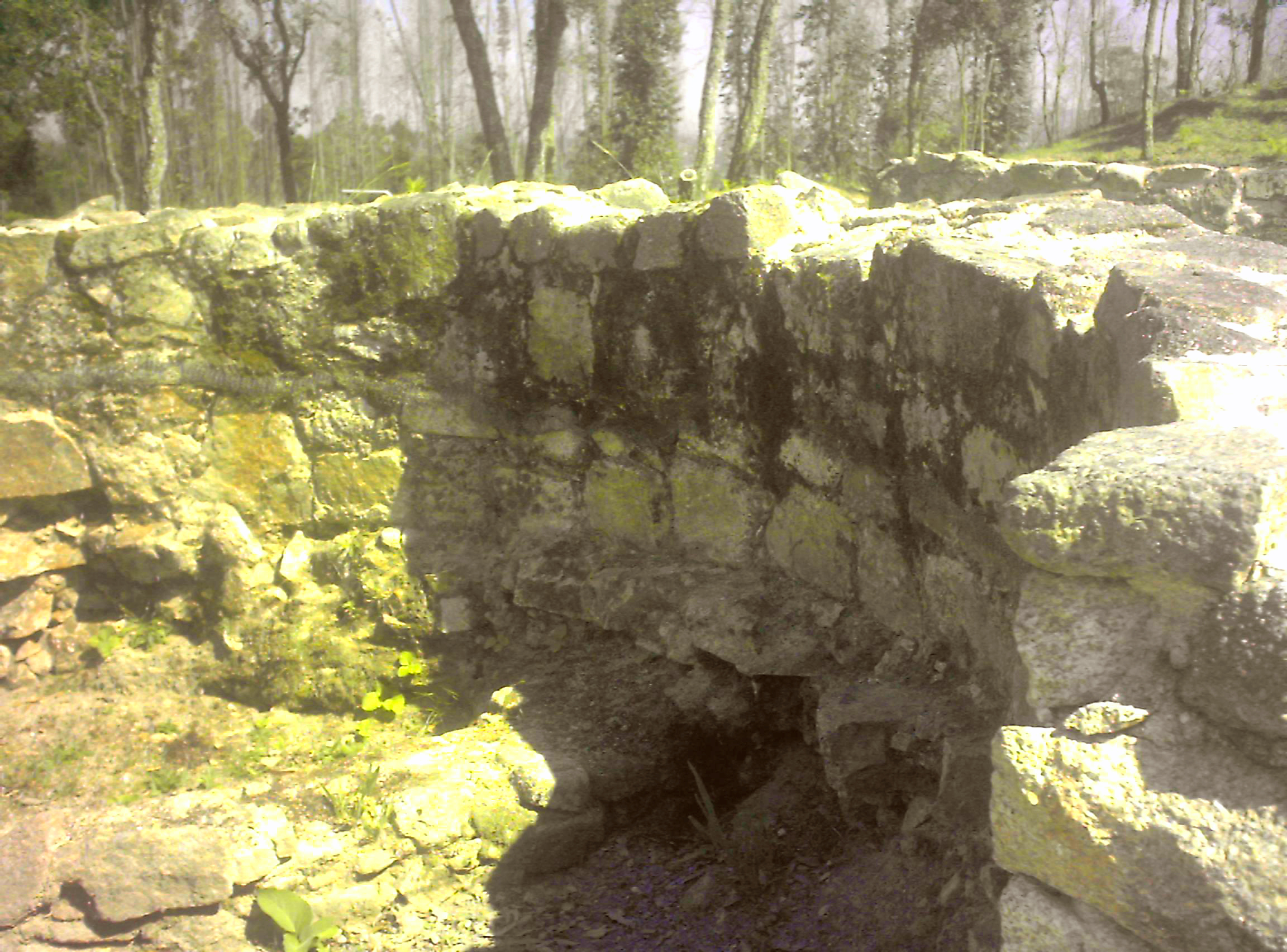
Pormenor do interior de uma das casas

Pátio familiar

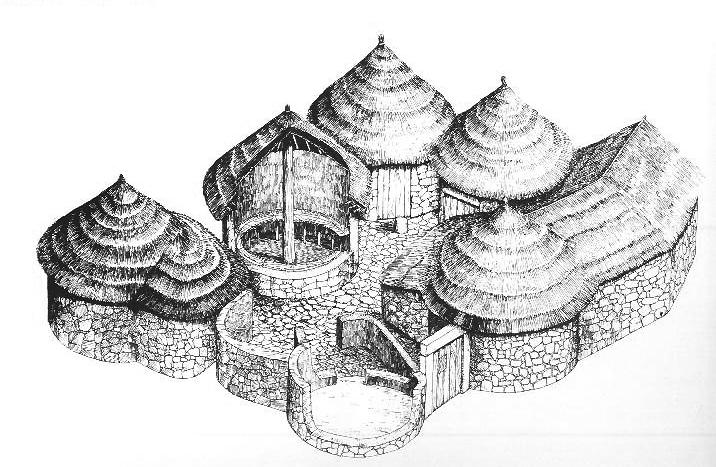
Núcleo familiar da Cividade de Terroso

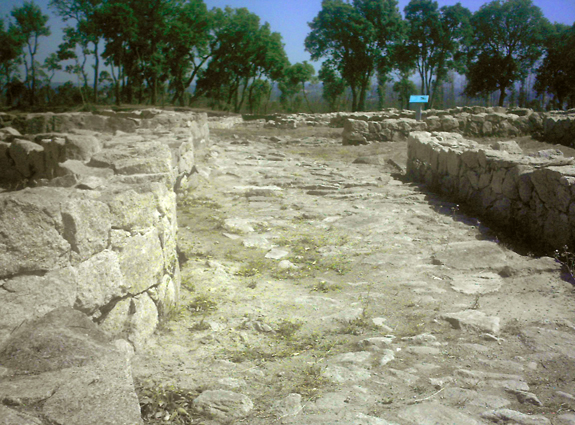
O Cardium era uma das vias principais do povoamento

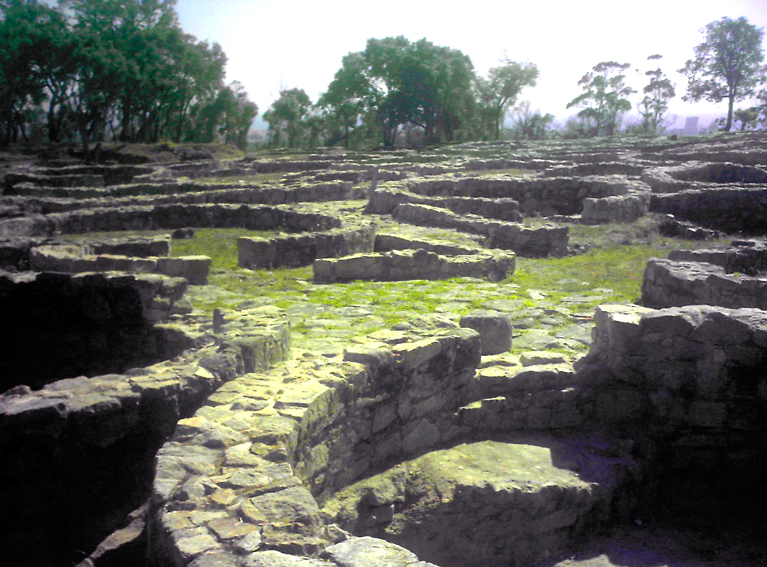
Pormenor de casas da Cividade

A Cividade passou por várias fases de urbanização: durante os primeiros séculos, as pequenas habitações eram construídas à base de elementos vegetais misturados com barro.
As primeiras construções em pedra só começaram a tomar forma no século V a.C., material que passou a ser utilizado devido ao progresso tecnológico com o fabrico de picos de ferro, uma tecnologia que só estava disponível na Ásia Menor, mas que acabou por ser trazida para a Península Ibérica com a colonização fenícia no Litoral Atlântico durante os séculos VIII e VII a.C.
As construções desta época são, caracteristicamente, circulares com diâmetros entre 4 e 5 metros e com paredes com 30 a 40 cm de espessura. As pedras de granito eram fracturadas ou lascadas, para posteriormente serem posicionadas em duas fiadas, com a face mais lisa para o exterior e interior da casa. O espaço entre as duas pedras era preenchido com pequenas pedras e argamassa de saibro dando uma estrutura robusta às paredes.
Na última fase da Cividade, a fase romana (com inícios em 138-136 a.C.), após a destruição por Décimo Júnio Bruto Galaico, dá-se uma reorganização urbana com recurso a novas técnicas construtivas e alteração de formas e dimensões. Principalmente com o aparecimento de estruturas quadrangulares, em substituição das circulares tipicamente castrejas. As coberturas deixam de ser de origem vegetal e passam a ser feitas com tégula.
As pedras usadas nesta fase para a construção das habitações eram quadrangulares; mantendo-se o esquema de duas fiadas, mas o espaço interior era mais largo e preenchido por saibro ou barro e pedras de pequeno ou médio tamanho, resultando em paredes mais espessas com 45 a 60 cm.

### Núcleos familiares
Os núcleos familiares, compostos de quatro a cinco divisões circulares, envolviam um pátio lajeado para onde convergiam as portas das diferentes divisões. Estes pátios centrais tinham papel importante na vida familiar e eram onde se desenrolavam as actividades diárias familiares. Estes núcleos seriam fechados à chave, revelando a preocupação pela privacidade das famílias.
O interior das construções da segunda fase, anterior à romana, possuía pisos finos de barro ou saibro. Alguns destes pisos eram decorados com a impressão de cordas, desenhos ondeados e impressão de círculos, especialmente nas lareiras. Na fase de influência romana, estes pisos tornaram-se mais cuidados, densos e espessos.

### Arruamentos
Os núcleos familiares eram divididos por arruamentos estreitos com espaços algo públicos. Os dois arruamentos principais tinham a orientação típica romana do Decumanus e Cardium. O Decumanus era um arruamento que seguia da muralha a Nascente para Poente e flectia-se ligeiramente para Sudoeste a partir do encontro com o Cardium (arruamento Norte-Sul), terminando na entrada da Cividade. O acesso exterior realizava-se por uma delicada descida até ao caminho que ainda hoje é utilizado para aceder à cividade.
Estes arruamentos principais dividiam o povoado em quatro partes. Cada uma dessas partes era composta por quatro a cinco núcleos familiares.
Em alguns pontos da Cividade foram descobertos vestígios de esgotos ou caneiros que serviriam para encaminhar as águas das chuvas.

## Cultura
A população dedicava-se à agricultura de cereais e leguminosas, pesca, recolecção, pastorícia e trabalhavam os metais, os têxteis e a cerâmica. Do interior da Península Ibérica chegaram influências culturais, para além das provenientes do mediterrâneo através dos comércio.
A cultura castreja reconhecida pelos seus povoados amuralhados, com casas circulares no topo de montes e pela sua cerâmica característica e bastante difundida entre eles termina com a aculturação romana e com a movimentação das populações para a planície litoral, onde a forte presença aculturadora dos romanos, a partir de século II a.C., é visível nos vestígios das villas romanas aí encontradas onde se localiza actualmente a cidade da Póvoa de Varzim (Vila Velha da Póvoa, Alto de Martim Vaz e Junqueira), na freguesia da Estela (Vila Mendo) e junto à Capela de Santo André em Aver-o-Mar.

### Alimentação

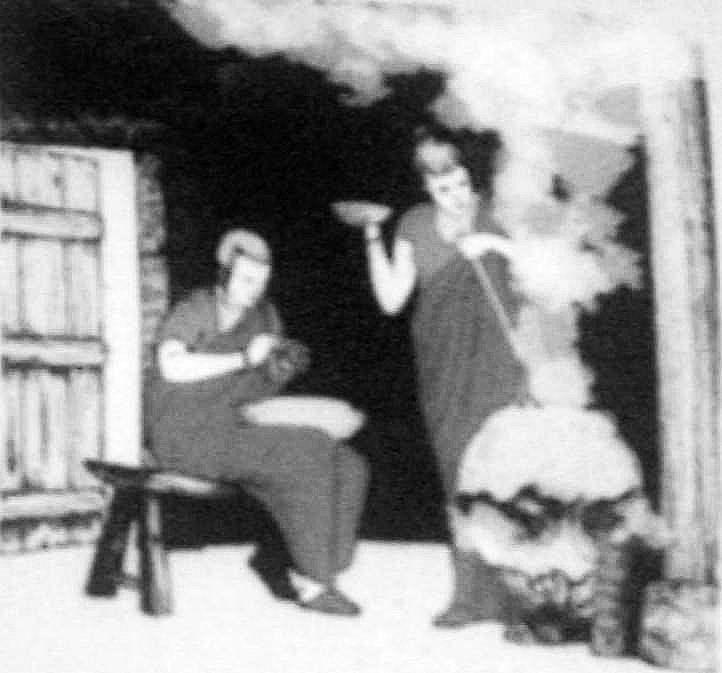
A população subsistia da agricultura, mas também se alimentava de frutos-do-mar, criava e caçava animais

A população vivia principalmente dos proveitos tirados da agricultura, nomeadamente com o cultivo de cereais como o trigo e a cevada, e de leguminosas (a fava) e a bolota.
O concheiro encontrado na Cividade mostra que comiam lapa, mexilhão e ouriço do mar crus ou cozidos. Espécies que são ainda hoje bastante comuns. A pesca não deverá ter sido regular, dada a falta de evidências arqueológicas, mas a descoberta de anzóis e pesos de rede revela que já pescavam peixes de tamanho considerável como a Garoupa, o Sardo e o Robalo.
A cevada era cultivada para produzir uma espécie de cerveja, que seria apelidada de zythos. A cerveja era desconsiderada por gregos e romanos que consideravam essa bebida de bárbaros, dado que estavam habituados ao requinte dos vinhos. A bolota era triturada para criar uma espécie de farinha.
A recolecção de plantas selvagens, frutos, sementes e raízes era um complemento para a alimentação. Comendo e recolhendo amoras silvestres, dentes-de-leão, trevos e até algas marinhas. Alguns destes vegetais são ainda usados pela população local. Os romanos introduziram o hábito do consumo do vinho e do azeite.
Os animais usados pelos castros, conforme documentos clássicos e registos arqueológicos, confirmam a existência de cavalos, porcos, vacas e ovelhas que seriam aproveitados em todas as suas capacidades. De notar que devido a um estatuto na sociedade, os cavalos, tal como os cães, não eram utilizados para a alimentação.
As aves de galinheiro estão pouco documentadas durante o período castrejo, mas tornaram-se frequentes durante o período romano.
Apesar de estar também pouco documentada na Cividade, a caça deve ter sido algo usual dado que se sabe a partir de fontes clássicas, tais como Estrabão e Plínio que a região era bastante rica em fauna, desde cavalos selvagens, ursos, veados, corços, javalis, raposas, castores, coelhos, lebres e variadas aves, e que seriam uma fonte de alimentação acessível e rentável.

### Artesanato

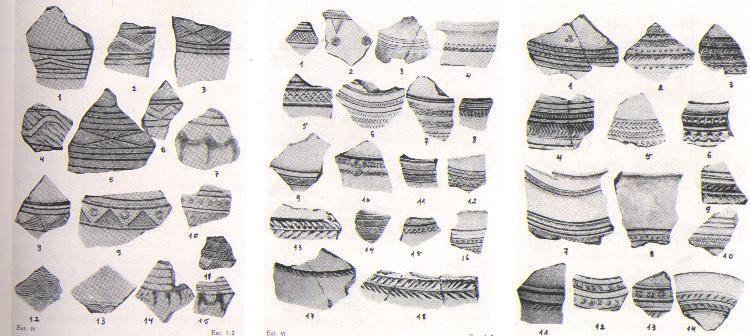
A cerâmica castreja possuía motivos diversos, conforme ilustrações de Arthur Cruz

A cerâmica castreja (taças e vasos) também foi evoluindo ao longo dos tempos, com a passagem de um sistema primitivo para o uso das rodas de oleiros. No entanto, as ânforas e o uso do vidro só passaram a ser comuns com a romanização. Estas ânforas serviam essencialmente para o transporte e armazenagem de cereais, frutos, vinho e azeite.
As cerâmicas encontradas na Cividade de Terroso tinham, muitas delas, identidade própria. A olaria era vista como um trabalho masculino e foram encontradas em grande número e em grande variedade, mostrando que era um produto barato, importante e acessível.
Contudo, as formas das cerâmicas da Cividade, são praticamente idênticas às encontradas em outros castros do mesmo período. A decoração dos vasos era do tipo incisivo, embora existissem também vasos espalutados e estampilhados. Aparece também a aplicação de cordões de barro, em forma de corda, revestidos ou não de incisões.
Nos vasos estampilhados são frequentes os desenhos em "S", designados de palmípedes, que poderiam ser acompanhados por outros motivos estampados ou incisos. Outras formas decorativas, que podem aparecer misturadas e com técnicas diversas, incluem círculos, triângulos, semicírculos, linhas, em zigue-zague, num total de cerca de duas centenas de motivos diferentes.
A tecelagem era bastante generalizada e era vista como uma obrigação feminina e também foi progredindo, em especial no período romano, tendo sido encontrados alguns pesos de tear e dezenas de cossoiros. A descoberta de tesouras veio reforçar a ideia da criação sistemática ovelhas por forma a aproveitar a lã.

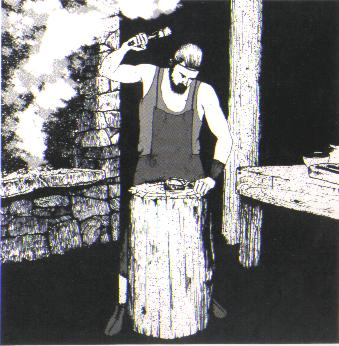
Metalurgia na Cividade de Terroso

Foram detectados numerosos vestígios de actividades metalúrgicas, e descobertas grandes quantidades de escórias de fundição, fíbulas, fragmentos de objectos em ferro e resíduos de outros metais, sobretudo chumbo, cobre/bronze, estanho e talvez ouro. Foram encontrados "gatos" para reparação de cerâmicas, alfinetes, fíbulas, estilos e agulhas em cobre ou bronze, revelando que o trabalho em bronze e suas ligas era uma das actividades mais comuns da Cividade. O ferro era usado para muitos objectos do dia-a-dia, sendo encontrados vários pregos, mas também anzóis ou ganchos e uma ponta de uma foice ou punhal.
Junto à porta da muralha (no sudoeste do povoado) foi identificada uma oficina, dado que no local foram encontrados vários vestígios desta actividade tais como pingos e escórias de fundição de vários metais, minérios e outros sinais, designadamente a utilização do fogo com altas temperaturas.
A ourivesaria contribuiu para a imagem da Póvoa de Varzim como um dos locais de referência da arqueologia Proto-Histórica do Noroeste peninsular. Nomeadamente com o achado das arrecadas de Laundos e do colar articulado e arrecadas da Estela. Na Cividade foram recolhidos alguns testemunhos do trabalho em ouro e prata por Rocha Peixoto. Em toda a serra de Rates são visíveis as explorações mineiras ancestrais: castrejas e romanas, dado que esta serra possuía ouro e prata essenciais para o fabrico de joias.
Em 1904, um pedreiro enquanto construía um moinho no topo do Monte de São Félix, perto do pequeno Castro de Laundos, encontra um púcaro com joias lá dentro, estas joias foram compradas por Rocha Peixoto que as levou para o Museu do Porto. As joias revelaram o uso de uma técnica evoluída, muito semelhante ao que era feito no Mediterrâneo, nomeadamente com o uso de placas e soldas, filigrana e granulados.

### Religião e rituais funerários
O povo castrejo adorava uma diversidade de divindades. As cerimónias e cultos religiosos tinham como objectivo a harmonia entre o povo e as forças da natureza.
Algumas fossas, por exemplo organizadas como um pentágono, adornam o lajeado da Cividade; a sua função é desconhecida, mas supõe-se que terão alguma função mágico-religiosa.
O ritual funerário da Cividade, comum a outros povos pré-romanos do território português, consistia no rito da incineração, depositando-se as cinzas dos seus mortos em pequenas fossas circulares com paramentos de alvenaria no interior das casas.
Posteriormente, as cinzas passaram a ser depositadas no exterior das casas, mas dentro do núcleo familiar.
Em 1980, a descoberta de uma cista funerária, e de um vaso inteiro acampanado e fragmentos de outro sem cobertura evidenciam violação. Este vaso era muito semelhante a um outro encontrado em Laundos, este último com um joias no seu interior, o que supõe que estas joias tinham o mesmo contexto funerário.

## Comércio

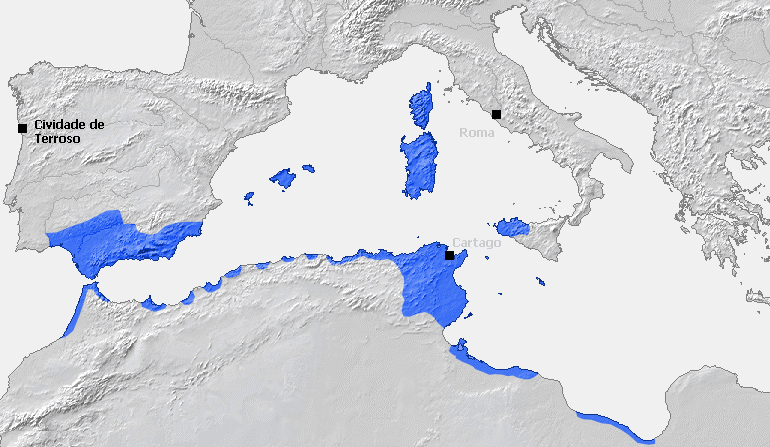
A Cividade de Terroso relativamente a Roma, Cartago e zona de influência cartaginesa antes da Primeira Guerra Púnica

As visitas de Fenícios, Cartagineses, Gregos e Romanos tinham como o objectivo a troca de tecidos e vinho por ouro e estanho, apesar da escassez de vias terrestres, esse não era um problema para a Cividade de Terroso que se localizava estrategicamente perto do mar e do Rio Ave, existindo assim um extenso comércio por via atlântica e fluvial. Contudo por via terrestre era conhecida a Via da Prata (nome da época romana) que era um caminho interior que seguia do sul da Península até ao nordeste.
O comércio externo, dominado pelo estanho, era complementado com comércio interno nos mercados tribais entre as diferentes cidades e aldeias da cultura castreja que trocavam têxteis, metais (ouro, cobre, estanho e chumbo) e outros objectos incluindo produtos exóticos, tais como vidro ou cerâmica exótica, provenientes dos contactos com povos do Mediterrâneo ou de outras áreas da Península.
Com a anexação da região castreja ao Império Romano, o comércio passa a ser um dos principais meios para o desenvolvimento económico regional, com os mercadores romanos organizados em associações denominadas collegia. Estas associações funcionavam como verdadeiras empresas comerciais que procuravam o monopólio nas relações comerciais.
Não se sabe o momento em que se começou a utilizar o sistema monetário, dado que as áreas mais antigas ainda estão pouco estudadas. Não se sabe ao certo se nas escavações de 1906 foram achadas moedas, apesar disso ter sido provável, não foram identificadas moedas provenientes dessa escavação. Existem apenas um conjunto de moedas romanas do século IV a.C.-III a.C. que, tradicionalmente, é considerado como proveniente da cividade de Terroso. 

## Textos de apoio
- «Roteiro Arqueológico do Eixo Atlântico» (PDF). (em formato PDF)
- «Autarcia e Comércio em Bracara Augusta no período Alto-Imperial» (PDF). (em formato PDF)